# Shabestar (circoscrizione elettorale)
La Circoscrizione di Shabestar è un collegio elettorale iraniano istituito per l'elezione dell'Assemblea consultiva islamica. 

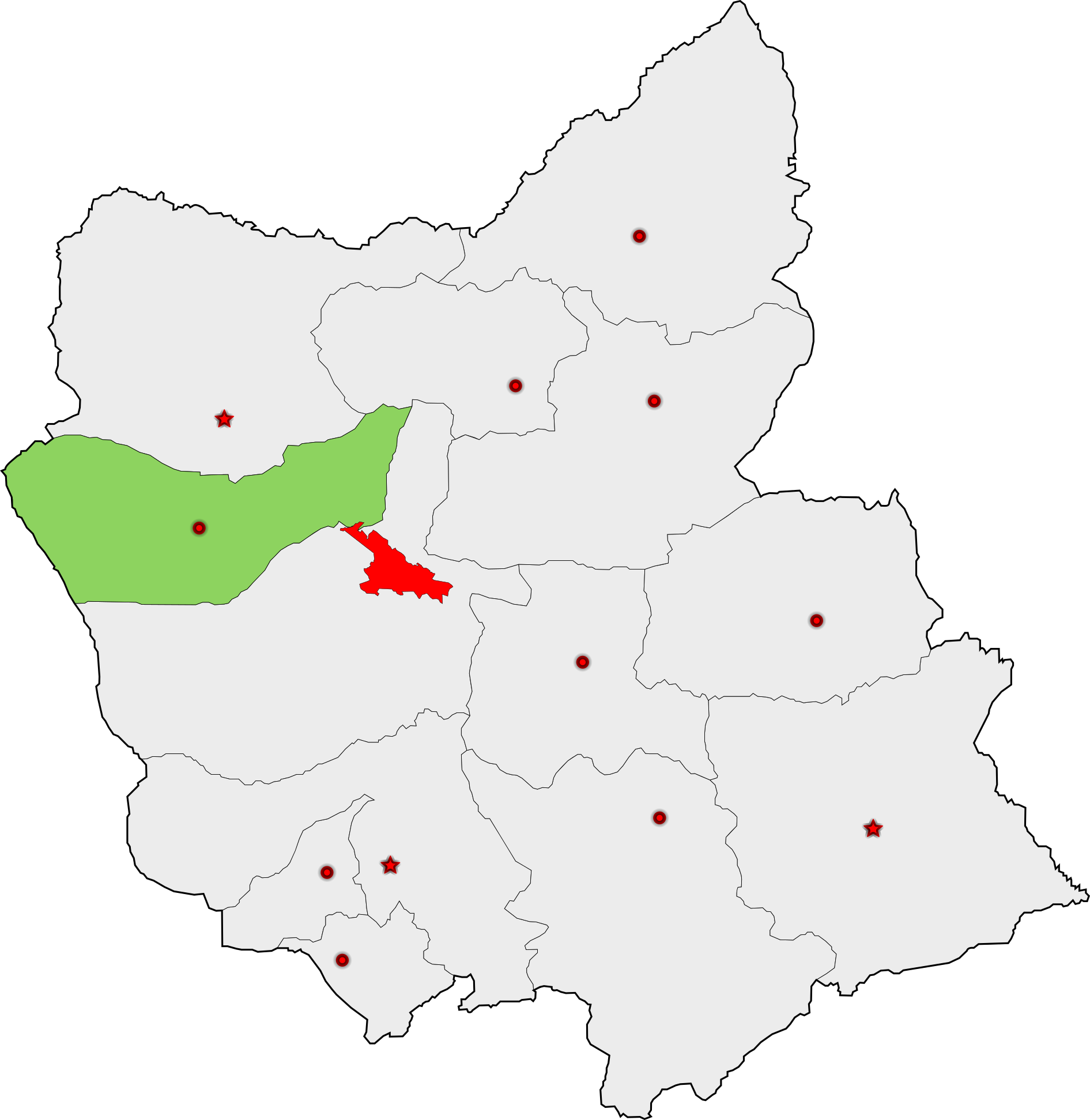
La circoscrizione di Shabestar, all'interno dell'Azerbaigian Orientale

## Elezioni
Durante le Elezioni parlamentari in Iran del 2012 viene eletto con il 27.30% dei voti (pari a 16,214 preferenze) il principalista Ali Alilu.
Alle Elezioni parlamentari in Iran del 2016 è stato eletto Masoumeh Aghapour (con 12,314 voti al primo turno e 24,952 voti al ballottaggio).